# Atelecyclus rotundatus
Atelecyclus rotundatus är en kräftdjursart som först beskrevs av Giuseppe Olivi 1792.  Atelecyclus rotundatus ingår i släktet Atelecyclus och familjen Atelecyclidae. Enligt den svenska rödlistan är arten sårbar i Sverige. Arten förekommer i Götaland. Artens livsmiljö är havet. Inga underarter finns listade i Catalogue of Life.

## Bildgalleri

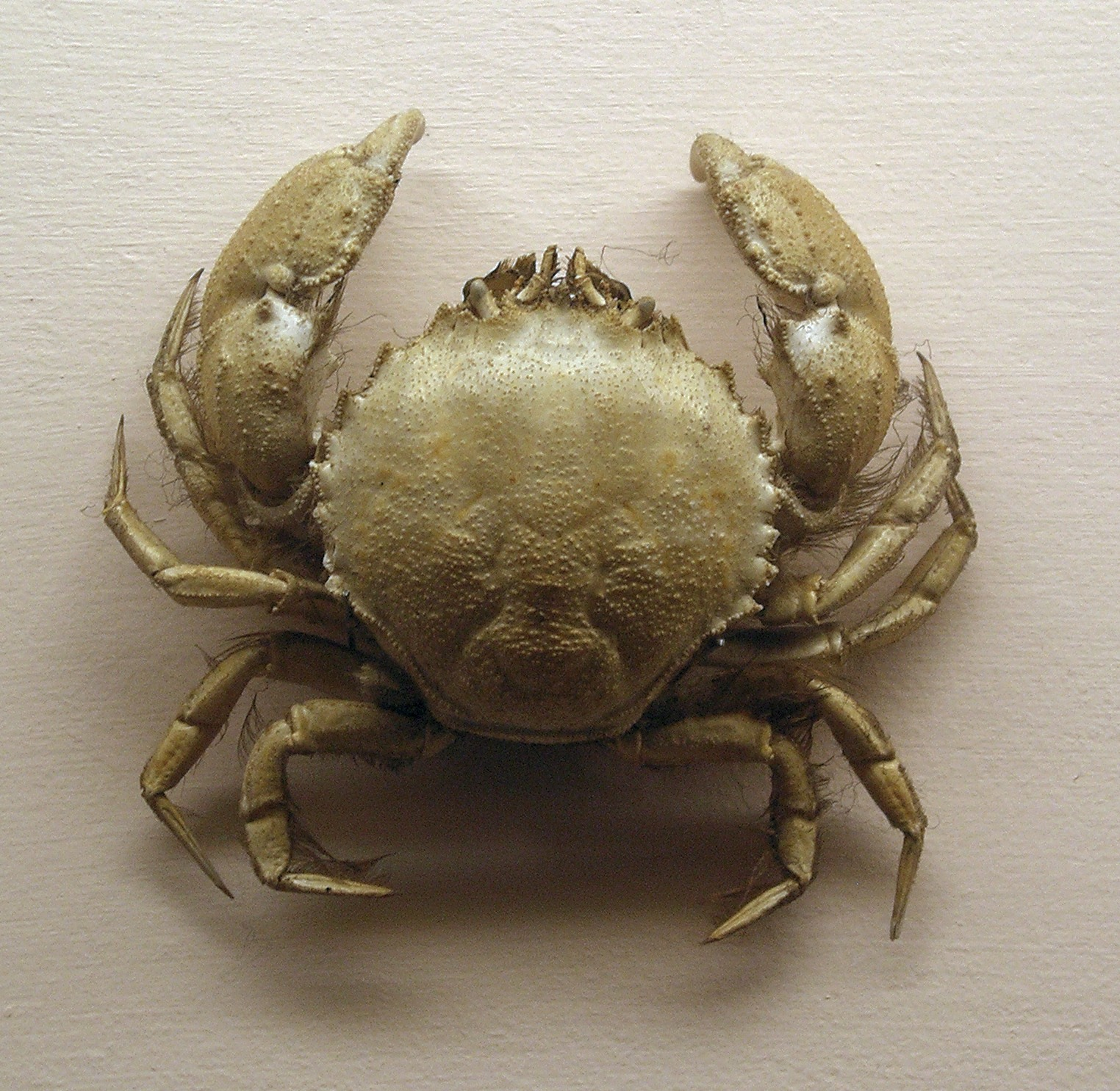
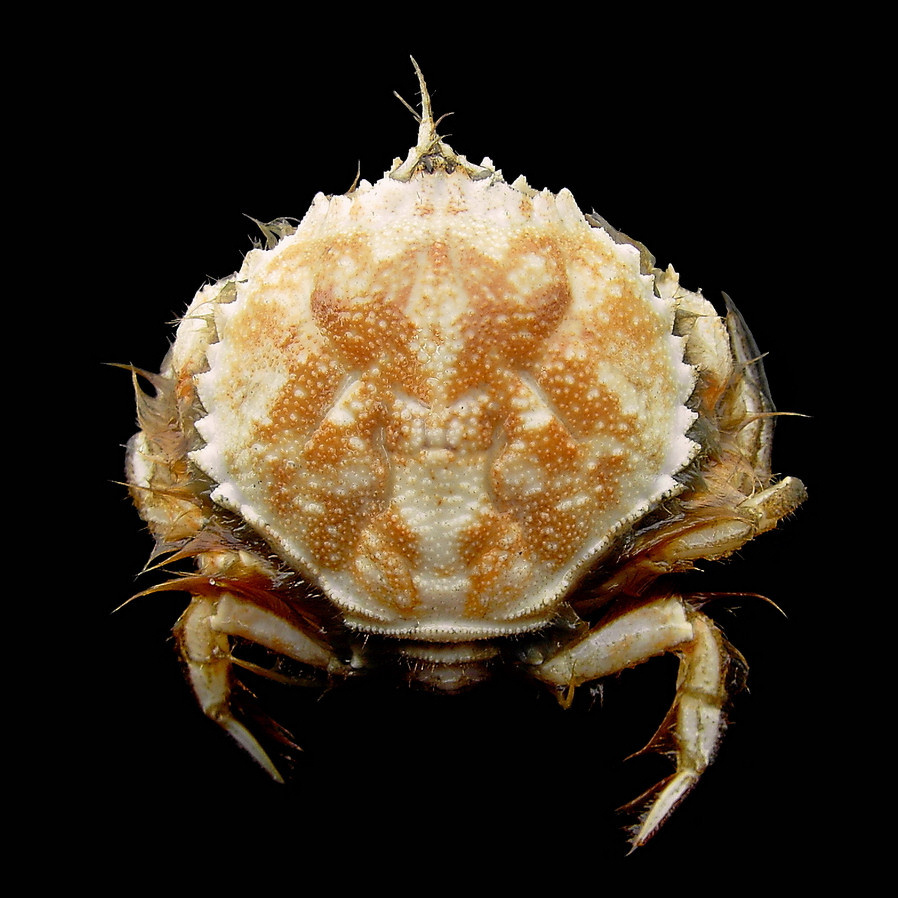